# Aristida utilis
Aristida utilis är en gräsart som beskrevs av Frederick Manson Bailey. Aristida utilis ingår i släktet Aristida och familjen gräs. Inga underarter finns listade i Catalogue of Life.